# Снеллинг, Чарльз
Чарльз Снеллинг (англ. Charles Frederick Theodore Snelling; 17 сентября 1937 Торонто, Онтарио, Канада) — фигурист из Канады, бронзовый призёр чемпионата мира 1957 года, шестикратный чемпион Канады (1954—1958, 1964 годов) в мужском одиночном катании.

## Биография
Снеллинг окончил медицинский факультет Торонтского университета в 1962 году. В 1970 году он получил сертификат пластического хирурга, до 1977 года вёл практику в Виннипеге, а с 1977 года в Ванкувере.

## Спортивные достижения

### Мужчины
| Соревнования/Сезоны         | 1953 | 1954 | 1955 | 1956 | 1957 | 1958 | 1964 | 1965 | 1966 | 1967 |
| --------------------------- | ---- | ---- | ---- | ---- | ---- | ---- | ---- | ---- | ---- | ---- |
| Зимние Олимпиады            |      |      |      | 8    |      |      | 13   |      |      |      |
| Чемпионаты мира             |      | 7    | 8    | 4    | 3    | 11   | 12   |      | 11   |      |
| Чемпионаты Северной Америки |      |      | 3    |      | 2    |      |      |      |      |      |
| Чемпионаты Канады           | 2    | 1    | 1    | 1    | 1    | 1    | 1    | 2    | 2    | 3    |